# Dănuț Voicila
Dan (Dănuț) Voicilă (n. 9 ianuarie 1979, Alexandria, România) este un fost jucător român de fotbal, cunoscut în timpul carierei sale pentru participarea în Liga I ca atacant pentru echipele Astra Ploiești, Oțelul Galați și Gloria Bistrița. În 2010, juca la FCM Alexandria, dar și-a început și cariera de antrenor la echipa Unirea Brânceni dintr-o ligă regională din județul Teleorman. Ca antrenor, reporterii ProSport i-au remarcat comportamentul agitat pe bancă.

## Activitate
A jucat pentru echipele de fotbal:
- Rulmentul Alexandria (1997-1998)
- Astra Ploiești (1998-1999)
- Rulmentul Alexandria (1999-2000)
- Oțelul Galați (1999-2000)
- Oțelul Galați (2000-2001)
- Juventus București (2000-2001)
- Oțelul Galați (2001-2002)
- Extensiv Craiova (2001-2002)
- Rulmentul Alexandria (2001-2002)
- Gaz Metan Mediaș (2004-2005)
- CD Badajoz (2005-2006)
- Rulmentul Alexandria (2006-2007)
- Gloria Bistrița (2006-2007)
- Gloria Buzău (2006-2007)
- Gloria Buzău (2007-2008)